# Teruyuki Moniwa
 (mai 2025).
Si vous disposez d'ouvrages ou d'articles de référence ou si vous connaissez des sites web de qualité traitant du thème abordé ici, merci de compléter l'article en donnant les références utiles à sa vérifiabilité et en les liant à la section « Notes et références ».
Teruyuki Moniwa (茂庭 照幸, Moniwa Teruyuki) est un footballeur japonais né le 8 septembre 1981 à Atsugi dans la préfecture de Kanagawa. Il mesure 1,81 m pour 77 kg.

## International
Il a participé à la coupe du monde de football 2006 avec le Japon en tant que remplaçant de Makoto Tanaka. Moniwa compte 9 sélections (un but) entre 2003 et 2006.